# Shuichi Gonda
Shuichi Gonda (Setagaya (Tokio, Japan), 3. ožujka 1989.) je japanski nogometaš.

## Klupska karijera
Igrao je za klubove FC Tokyo i Horn.

## Reprezentativna karijera
Za japansku reprezentaciju igrao je od 2010. do 2015. godine, odigravši 3 utakmice.
Igrao je na jednom svjetskom prvenstvu (2014.), a s Japanom je 2011. osvojio Azijsko nogometno prvenstvo.

## Statistika
| Japan  | Japan | Japan |
| Godina | Nas.  | Gol.  |
| ------ | ----- | ----- |
| 2010.  | 1     | 0     |
| 2011.  | 0     | 0     |
| 2012.  | 0     | 0     |
| 2013.  | 1     | 0     |
| 2014.  | 0     | 0     |
| 2015.  | 1     | 0     |
| Ukupno | 3     | 0     |

## Vanjske poveznice
- National Football Teams
- Japan National Football Team Database